# المنظمة المركزية للسلام الدائم

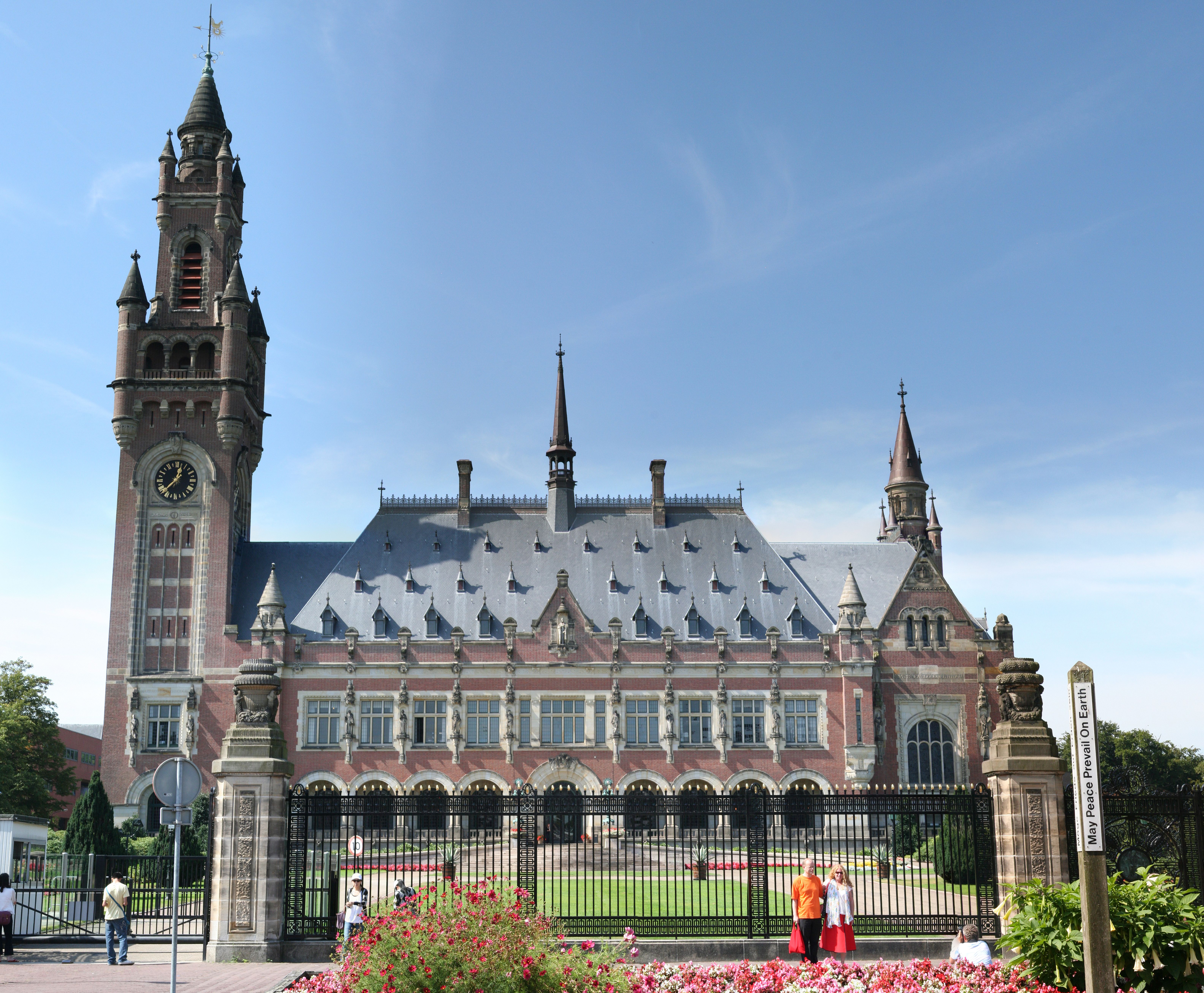
قصر السلام في لاهاي

تأسست المنظمة المركزية للسلام الدائم في لاهاي بهولندا في أبريل 1915م. كان أعضاؤها أفرادًا من عشر دول أوروبية؛ ألمانيا، وبلجيكا، وإنجلترا، والنمسا-المجر، وإيطاليا، وهولندا، والنرويج، والسويد، والدنمارك، وسويسرا، والولايات المتحدة. دعوا فيها إلى "دبلوماسيةٍ جديدةٍ" مستعدةٍ لقبول عقوباتٍ عسكريةٍ ضد الدول العدوانية.
تم حلّ المنظمة بعد معاهدة فرساي. وكان من بين قادة السلام الأمريكيين المشاركين فاني فيرن أندروز، وإميلي جرين بالش ، وويليام إسحاق هال.

## أنظر أيضًا
- قصر السلام
- "لوح إلى لاهاي"، رسالة إلى المنظمة عام 1919م من قِبَل عبد البهاء، القائم بإدارة شؤون الديانة البهائية آنذاك.

## روابط خارجية
- منظمة الأمم المتحدة